# Marius Andersen (borgmester 1970-81)
 Der er flere personer med dette navn, se Marius Andersen.
Marius Andersen (19. december 1924 i Aalborg – 2. maj 1997 smst) var den første borgmester for den nye Aalborg Kommune, der var opstået efter kommunalreformen 1970. Han var født og opvokset på Østerbro i Aalborg under fattige kår.
I 1954 blev han valgt ind i byrådet som det hidtil yngste medlem (29 år). Den socialdemokratiske Andersen nåede at forblive i embedet i 11 år frem til 1981. Han omtales ofte som Marius den anden (eller "Bus-Marius" som henvisning til hans tidligere arbejde som buskontrollør), eftersom den socialdemokratiske borgmester i perioden 1945-54 også hed Marius Andersen.
Han overtog borgmesterposten efter Thorvald Christensen i 1970 og blev således den første borgmester i den nye Aalborg storkommune med omkring 154.000 indbyggere. Han var meget populær, og var ved kommunalvalget i 1978 med til at sikre Socialdemokratiet absolut flertal med 17 ud af 31 mandater.
Op til valget i 1981 blev han involveret i den såkaldte Aalborg-skandale, der endte med, at han i 1982 blev idømt 6 måneder ubetinget fængsel for at have modtaget bestikkelse. Han opstillede ved valget i stedet på sin egen Aalborg-liste, hvor han fik mere end 13.000 personlige stemmer.
I sin tid som borgmester lykkedes det Marius Andersen at bringe Den Kongelige Grønlandske Handel til byen. Desuden fik han opført flere idræts- og svømmehaller (bl.a. Haraldslund svømmehal), ligesom han forbedrede vilkårene som universitetsby ved at indrette et nyt og stort bibliotek i Medborgerhuset. Det er også i hans tid, at Aalborg Universitet blev oprettet.